# Squatting
Squatting är ett begrepp för att muta in, bosätta sig på, bebygga och bruka jord som man inte äger. Squatters har varit betydelsefulla i koloniseringen av Nordamerika och Australien.
Idag används ordet squatting för husockupation.